# اچ‌ام‌اس فایردرک (اچ۷۹)
اچ‌ام‌اس فایردرک (اچ۷۹) (به انگلیسی: HMS Firedrake (H79)) یک زیردریایی بود که طول آن ۳۲۹ فوت (۱۰۰٫۳ متر) بود. این زیردریایی در سال ۱۹۳۴ ساخته شد.